# Guadalupe de Paso Blanco
Guadalupe de Paso Blanco es una localidad del estado mexicano de Guanajuato. Es parte del municipio de Irapuato.

## Demografía
| Gráfica de evolución demográfica |
|                                  |

| Censo | Población |
| ----- | --------- |
| 1940  | 236       |
| 1950  | 293       |
| 1960  | 405       |
| 1970  | 577       |
| 1980  | 535       |
| 1990  | 930       |
| 2000  | 1 042     |
| 2010  | 1 068     |
| 2020  | 1 402     |